# Los aires difíciles (novela)
Los aires difíciles es una novela de la escritora española Almudena Grandes editada por Tusquets en el año 2002.
De una extensión total de 593 páginas, se editó por primera vez en febrero de 2002. A fecha de febrero de 2006, la novela tuvo su 16.ª edición, constituyendo de esta manera un gran éxito editorial. Se ha traducido al inglés bajo el título The wind from the east, siendo muy elogiado por la crítica anglosajona.

## Argumento
Juan Olmedo y Sara Gómez son dos extraños que huyen de su pasado y se instalan en una urbanización de la costa gaditana. Allí, a cientos de kilómetros de Madrid, intentan rehacer su vida, a pesar de que los recuerdos son todavía muy fuertes: Sara, que lo tuvo todo y luego lo perdió, y Juan, que huye de una tragedia familiar, son los protagonistas de una historia en la que el poniente y el levante soplan con más fuerza que nunca.